# 나는 행복합니다
"나는 행복합니다"는 2009년 11월 26일 개봉한 영화로, 영화 "소름" · "청연"의 윤종찬 감독이 연출을 하고 배우 현빈 · 이보영이 주연을 맡았다. 이청준의 단편 "조만득 씨"를 각색한 영화로, 정신병동을 중심으로 상처받은 인물들의 삶을 투영한 영화이다.

## 줄거리
정신병동에서 만난 환자와 간호사의 애틋한 소통에 대한 이야기다. 
치매에 걸린 엄마와 자살한 형이 남겨준 도박 빚으로 자신이 처한 상황을 견딜 수 없어 과대망상증에 걸린 만수는, 이 모든 현실을 기억할 수 없는 정신병동에서의 하루하루가 꿈 같은 나날들이다. 자신이 서명만 하면 전세계 은행에서 통용되는 화폐가치를 지닌다고 믿는 만수 곁에서 수호천사가 되어주는 수경이 있어 더욱 행복하지만 그녀의 얼굴은 언제나 슬픔에 가득 차 있다.
 수간호사 수경은 연인에게 버림받고, 직장암 말기의 아버지를 간호하며 힘든 하루하루를 보내고 있는데 자신에게 병원비에 보태라며 천 만원 쯤은 개의치 않고 쥐어주는 만수가 있어 행복하다. 병원에서 강도 높은 치료를 받게 되는 만수, 점차 극한 상황으로 내몰리는 수경. 그들만의 행복한 시간은 끝을 보이기 시작한다.

## 출연진

### 주인공
- 현빈 - 만수 역
- 이보영 - 수경 역

### 그외 인물
- 김성민 - 형철 역
- 손영순 - 만수 모 역
- 정재진 - 수경 부 역
- 최종률 - 이장 역
- 이찬영 - 만철 역
- 박효주 - 영숙 역
- 박노식 - 봉철 역
- 김대호 - 송식 역
- 박영서 - 승복 역
- 강혜련 - 간호사 역
- 정민성 - 건달 역
- 은주희 - 상미 역
- 엄태구 -  바 종업원 역

## 영화 정보
- (사)전남영상위원회가 지원하고 광양과 순천을 중심으로 2008년 3월 27일부터 촬영에 돌입하였다.[1]